# Hollywood Rehearsal
Hollywood Rehearsal è un album raccolta degli L.A. Guns, uscito il 30 giugno 1998 per l'Etichetta discografica Dolphin Records. Il disco, pubblicato solo per il mercato giapponese, contiene in gran parte cover, qualche b-side e rarità.
La traccia "Long Time Dead" è una versione remixata da Charlie Clouser, membro dei Nine Inch Nails e White Zombie.

## Tracce
1. I Feel Nice (Psyclone Rangers) 3:35 (The Psyclone Rangers Cover)
2. High on You (Pop) 4:39 (Iggy Pop Cover)
3. Strange Boat (Scott, Thistlethwaite) 3:07 (The Waterboys Cover)
4. Gunslinger (Bogie Boys) 3:40 (Bogie Boys Cover)
5. Rip Off (Bolan) 2:45 (T. Rex Cover)
6. Should I Stay or Should I Go (Jones, Strummer) 2:47 (The Clash Cover)
7. Custard Pie (Page, Plant) 3:15 (Led Zeppelin Cover)
8. Rock Candy (Carmassi, Church, Hagar, Montrose) 4:30 (Montrose Cover)
9. All the Way 3:55
10. Guilty 3:04
11. Long Time Dead [Remix] (Cripps, Guns, Lewis, Nickels) 3:48
12. Dangerous Games 3:21

## Formazione
- Phil Lewis - voce
- Tracii Guns - chitarra
- Mick Cripps - chitarra
- Kelly Nickels - basso
- Nicky Alexander - batteria